# Mega Med
Mighty Med  (Mega Med no Brasil e em Portugal) é  uma série de televisão estadunidense. Com produção iniciada em agosto de 2013.  Em 7 de setembro de 2015, o Disney XD anunciou que a série teria um spin-off junto com a série Lab Rats, chamado Lab Rats: Elite Force, que estreou em 2 de março de 2016.
A série já foi exibida pela TV Globo (parabólica) na faixa do Praça TV 1ª Edição.
Em Portugal, foi exibida pela SIC K às 20h00 em 16 de novembro de 2017.

## Sinopse
Dois garotos fãs de revistas em quadrinhos, Oliver (Jake Short) e Kaz (Bradley Steven Perry), encontram-se em um hospital de super-heróis, Mega Med. Eles se tornam médicos e observadores de juventude no hospital, apesar do fato deles não serem super-heróis.

## Elenco e personagens

### Principais
Kaz (Bradley Steven Perry) é o melhor amigo de Oliver. Ele é legal e um pouco estúpido.
- Oliver (Jake Short) é o melhor amigo de Kaz. Ele é inteligente, doce e sarcástico.
- Skylar Tempestade (Paris Berelc) é uma super-heroina que é o interesse amoroso de Oliver. Recentemente perdeu seus poderes em uma batalha contra seu inimigo, o Aniquilador, e agora ela é uma "Normo". Como Normo seu nome é Coonie Valentine.
- Alan Diaz (Devan Leos) é sobrinho de Horace Diaz, o chefe do hospital. Ele é muito chato. Odeia Kaz e Oliver e faz de tudo usando seu poder para que os dois sejam demitidos. Seu poder é telecinese.
- Gus (Augie Isaac) é um amigo de Kaz e Oliver. Ele é muito desagradável e não parece saber de todas as habilidades sociais. Ele também tem uma queda por Jordan.

Nota: estava recorrente até a 1ª temporada.

### Recorrentes
- Jordan (Cozi Zuehlsdorff) é amiga de Kaz e Oliver e odeia Gus. Ela é muito negativa. Assim como Kaz e Oliver, ela ama videogames e histórias em quadrinhos.

Ela sabe que Oliver gosta de Skylar.
- Dr. Horace Diaz (Carlos Lacámara) é o Chefe do hospital Mega Med. Ele é tio de Alan. E tem o poder de congelar as pessoas, e é um pouco excêntrico. Aparentemente ama pontes.
- Wallace e Clyde (Irmãos Sklar) são gêmeos e são donos da loja em que Kaz e Oliver frequentam. Eles querem destruir os super-heróis de Mega Med e se vingar de Horace Diaz.

## Tabela De Personagens
| Ator                 | Personagem        | Temporadas | Temporadas |
| Ator                 | Personagem        | 1ª         | 2ª         |
| -------------------- | ----------------- | ---------- | ---------- |
| Bradley Steven Perry | Kaz               | Regular    | Regular    |
| Jake Short           | Oliver            | Regular    | Regular    |
| Paris Berelc         | Skylar Tempestade | Regular    | Regular    |
| Devan Leos           | Alan Diaz         | Regular    | Regular    |
| Augie Isaac          | Gus               | Recorrente | Regular    |
| Cozi Zuehlsdorff     | Jordan            | Recorrente | Recorrente |
| Carlos Lacámara      | Dr. Horace Diaz   | Recorrente | Recorrente |
| Irmãos Sklar         | Wallace e Clyde   | Recorrente | Recorrente |

## Episódios
| Temporada | Temporada | Episódios | Exibição original     | Exibição original      | Exibição no Brasil      | Exibição no Brasil    |
| Temporada | Temporada | Episódios | Estreia               | Final                  | Estreia                 | Final                 |
| --------- | --------- | --------- | --------------------- | ---------------------- | ----------------------- | --------------------- |
|           | 1         | 24        | 7 de outubro de 2013  | 15 de setembro de 2014 | 23 de fevereiro de 2014 | 18 de janeiro de 2015 |
|           | 2         | 20        | 20 de outubro de 2014 | 9 de setembro de 2015  | 7 de março de 2015      | 20 de janeiro de 2016 |
|           | Especial  | 1         | 22 de julho de 2015   | 22 de julho de 2015    | 6 de janeiro de 2016    | 6 de janeiro de 2016  |

## Dublagem
| Elenco de dublagem / dobragem | Elenco de dublagem / dobragem | Elenco de dublagem / dobragem                             |                   |
| Personagem                    | Interpretado por              | Dublagem                                                  | 🇵🇹 Dobragem       |
| ----------------------------- | ----------------------------- | --------------------------------------------------------- | ----------------- |
| Kaz                           | Bradley Steven Perry          | Filipe Cavalcante                                         | João Duarte Costa |
| Oliver                        | Jake Short                    | Matheus Ferreira                                          | José Lobo         |
| Skylar Tempestade             | Paris Berelc                  | Luiza Porto                                               |                   |
| Alan                          | Devan Leos                    | Ítalo Luiz                                                |                   |
| Jordan                        | Cozi Zuehlsdorff              | Bianca Alencar                                            |                   |
| Gus                           | Augie Isaac                   | Gabriel Martins                                           |                   |
| Dr. Horace Diaz               | Carlos Lacámara               | Armando Tiraboschi (1ª voz) e Marcelo Pissardini (2ª voz) |                   |

Estúdio de dublagem: TV Group Digital